# Juba (condado)
O Condado de Juba é uma área administrativa no estado de Equatória Central, Sudão do Sul. É o maior condado do estado e um dos maiores em toda a região de Equatória. A sede do condado é em Juba, capital do estado e da nação. Sua população, segundo o censo de 2008, realizado pela República do Sudão, antes da independência sul-sudanesa, foi de 372.413.

## História
Em agosto de 2005, o funeral do líder da independência John Garang ocorreu no Condado de Juba. O mês também foi marcado por violência étnica em Juba e em seus arredores.
As aldeias de Katigiri e Wonduruba tiveram muitos refugiados deslocados pela violência e saques no condado, em fevereiro de 2008. Pelo menos 750 pessoas de Katigiri também mudaram-se para Juba, a metrópole do condado, durante o saque. As Nações Unidas, o comissário do condado, e as milícias locais responderam à situação.
O município foi palco de uma greve de professores durante pouco mais de um mês, em 2009; a greve foi resolvida depois que os salários foram pagos.

## Ligações Externas
- Sudão do Sul: Estados e Condados